# Jason George

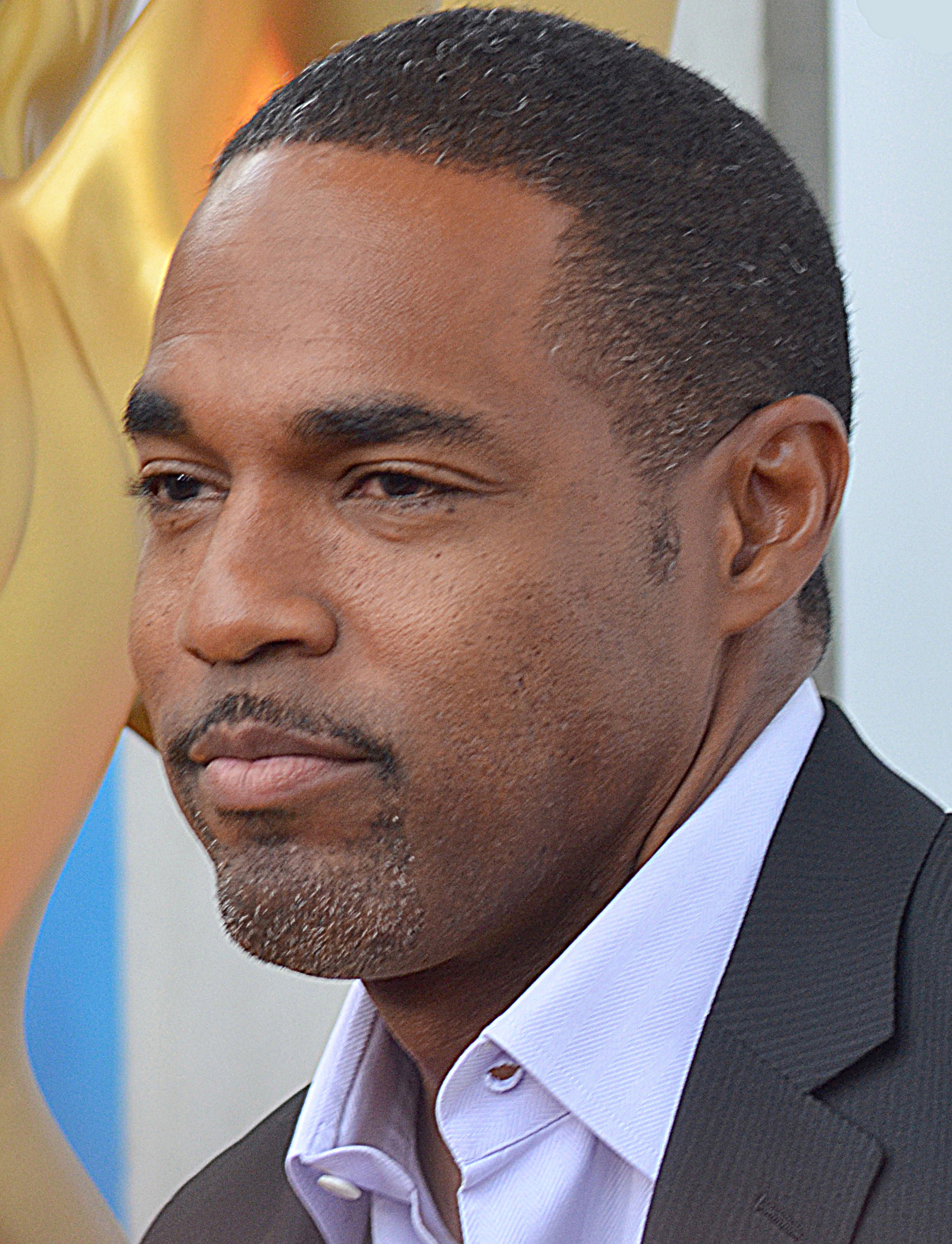
Jason George (2016)

Jason Winston George (* 9. Februar 1972 in Virginia Beach, Virginia) ist ein US-amerikanischer Schauspieler.

## Kindheit und Jugend
George wuchs zusammen mit seinen zwei Brüdern in Virginia Beach, Virginia auf. Zuerst begann er eine Karriere als Anwalt, bevor er zur Schauspielerei überging. Er erhielt seinen Abschluss an der University of Virginia.

## Karriere
Seine erste Rolle in der Soap Sunset Beach erhielt er, nachdem er auf einen Casting-Aufruf in einem Einkaufszentrum antwortete. George konnte sich nicht entscheiden zwischen dieser Rolle und seinem Abschluss. Letztendlich zählte die Universität dies als ein „unabhängiges Studien-Projekt“ und er konnte seinen Abschluss in Schauspielerei machen.
So kennen die meisten ihn als Michael Bourne aus Sunset Beach und durch seine wiederkehrende Rolle Channing in der Comedy-Serie Moesha. Er hatte Gastauftritte in dem Sci-Fi-Drama Roswell und der Comedy-Serie Arli $$. Von 2003 bis 2006 spielte er J.T. Hunter in Eve. Im Herbst 2006 war er in der von ABC produzierten Serie What About Brian in einigen Folgen zu sehen. 2008 folgten Auftritte in Eli Stone und in Eastwick. Seit 2010 spielt er den Serienehemann von Miranda Bailey (Chandra Wilson), Ben Warren, in Grey’s Anatomy. In dieser Rolle wechselt er später zum Spin-Off Station 19.
1998 war er bei den 25. Daytime Emmy Awards nominiert als bester Nebendarsteller.

## Filmografie (Auswahl)
- 1997–1999: Sunset Beach (Seifenoper)
- 1998: Dämon – Trau keiner Seele (Fallen)
- 1998–1999: Moesha (Fernsehserie, 2 Episoden)
- 2000: Roswell (Fernsehserie, 2 Episoden)
- 2000: Arli $$ (Fernsehserie, Episode 5x09)
- 2000: Girlfriends (Fernsehserie, Episode 1x01)
- 2000–2001: Titans (Fernsehserie, 11 Episoden)
- 2001: Friends (Fernsehserie, Episode 7x12)
- 2001–2002: Off Centre (Fernsehserie, 27 Episoden)
- 2002: The Climb
- 2002: Clockstoppers
- 2002: Jeremiah – Krieger des Donners (Jeremiah, Fernsehserie, Episode 1x16)
- 2002: Barbershop
- 2002–2003: Half & Half (Fernsehserie, 2 Episoden)
- 2003: Abby (Fernsehserie, Episode 1x04)
- 2003: She Spies – Drei Ladies Undercover (She Spies, Fernsehserie, Episode 1x14)
- 2003: Platinum (Fernsehserie, 3 Episoden)
- 2003: Boomtown (Fernsehserie, Episode 2x02)
- 2003–2006: Eve (Fernsehserie, 66 Episoden)
- 2005: Verliebt in eine Hexe (Bewitched)
- 2005: Without a Trace – Spurlos verschwunden (Without a Trace, Fernsehserie, 2 Episoden)
- 2005: Good Vibrations
- 2005–2006: Stargate – Kommando SG-1 (Stargate SG-1, Fernsehserie, 2 Episoden)
- 2006–2007: What About Brian (Fernsehserie, 18 Episoden)
- 2007: Shark (Fernsehserie, Episode 1x11)
- 2007: Dr. House (House, Fernsehserie, Episode 3x11)
- 2007–2008: Emergency Room – Die Notaufnahme (ER, Fernsehserie, 2 Episoden)
- 2008: Race
- 2008: Broken Windows
- 2008–2009: Eli Stone (Fernsehserie, 17 Episoden)
- 2009: CSI: Miami (Fernsehserie, Episode 8x01)
- 2009–2010: Eastwick (Fernsehserie, 6 Episoden)
- seit 2010: Grey’s Anatomy (Fernsehserie)
- 2011: Off the Map (Fernsehserie, 13 Episoden)
- 2011: Castle (Fernsehserie, Episode 3x22)
- 2011: Desperate Housewives (Fernsehserie, Episode 7x23)
- 2012: Kiss the Coach
- 2013: Witches of East End (Fernsehserie, 5 Episoden)
- 2013–2014: Hit the Floor (Fernsehserie, 4 Episoden)
- 2013–2016: Mistresses (Fernsehserie, 28 Episoden)
- 2015: CSI: Cyber (Fernsehserie, 2 Episoden)
- 2018–2024: Seattle Firefighters – Die jungen Helden (Station 19, Fernsehserie)